# Andrena bengasinensis
Andrena bengasinensis là một loài Hymenoptera trong họ Andrenidae. Loài này được Schulthess mô tả khoa học năm 1924.